# Inferno (Entombed)
Inferno è l'ottavo album registrato in studio dalla death metal band svedese Entombed.

## Tracce
1. Retaliation – 3:55
2. The Fix Is In – 3:15
3. Incinerator – 3:00
4. Children of the Underworld – 4:04
5. That's When I Became a Satanist – 3:02
6. Nobodaddy – 3:01
7. Intermission – 2:10
8. Young & Dead – 3:05
9. Descent Into Inferno – 4:45
10. Public Burning – 3:41
11. Flexing Muscles – 4:00
12. Skeleton of Steel – 3:07
13. Night for Day – 4:48

## Formazione
- Lars-Göran Petrov - voce
- Uffe Cederlund - chitarra
- Alex Hellid - chitarra
- Jörgen Sandström - basso
- Peter Stjärnvind - batteria